# جين وول
جين وول (بالإنجليزية: Jane Wall) هي ممثلة نيجيرية، ولدت في 1972 في لاغوس في نيجيريا.

## وصلات خارجية
- جين وول على موقع IMDb (الإنجليزية)
- جين وول على موقع قاعدة بيانات الفيلم (الإنجليزية)